# Apeadeiro de Carrascal - Delongo
O Apeadeiro de Carrascal - Delongo é uma gare do Ramal de Tomar, que serve as povoações de Carrascal e Delongo, no distrito de Santarém, em Portugal.

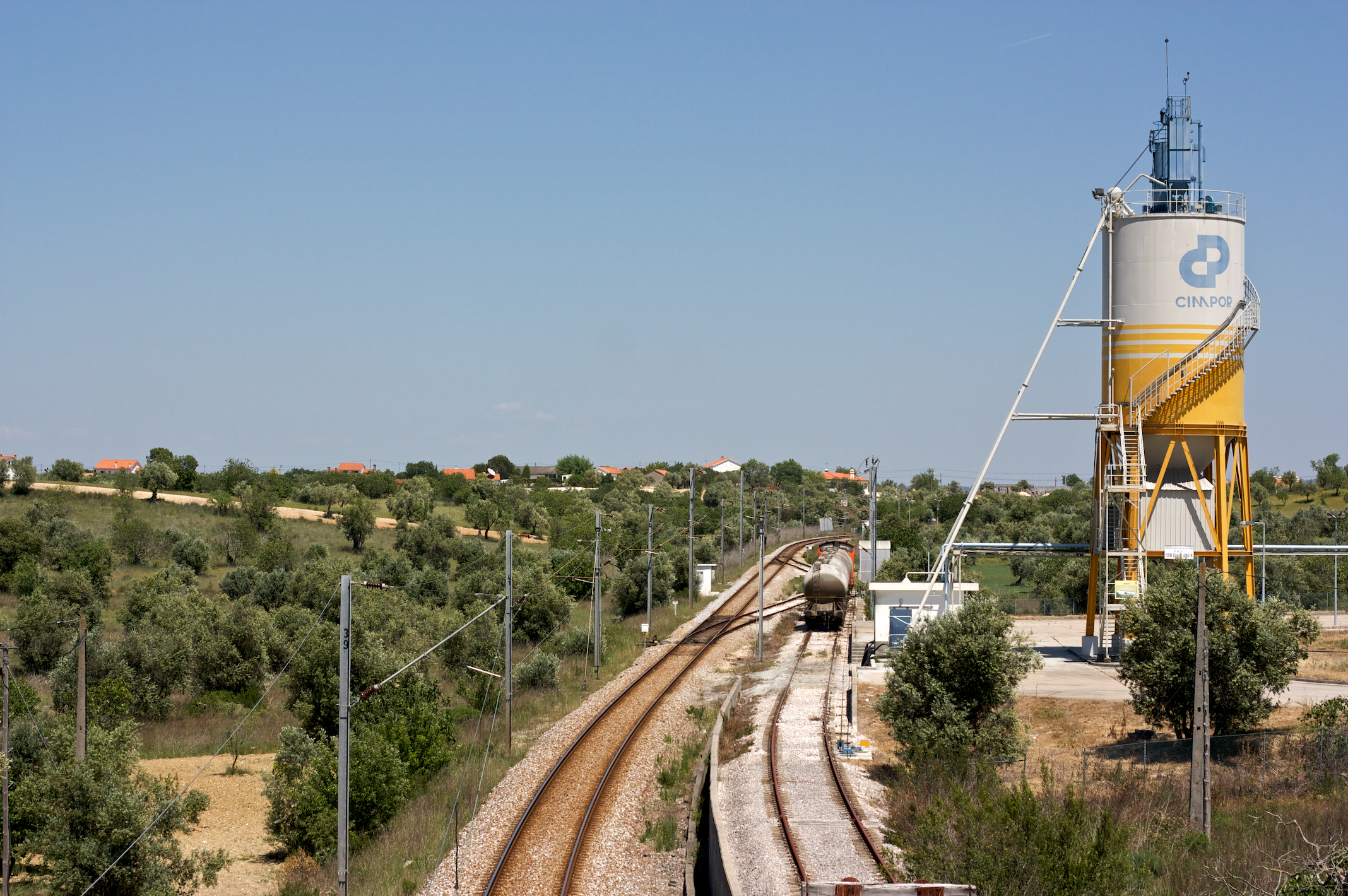
Instalações da Cimpor perto de Carrascal-Delongo, liminarmente visível a seguir à curva.

## Descrição

### Localização e acessos
Situa-se a cerca de um quilómetro, para poente, da localidade nominal primária.

### Infraestrutura
Como apeadeiro numa linha de via única, esta interface tem uma só plataforma, que tem 151 m de comprimento e 76 cm de altura e se situa do lado sul da via (lado direito do sentido ascendente, para Tomar).

## História
O Ramal de Tomar abriu à exploração no dia 24 de Setembro de 1928.